# 甜味

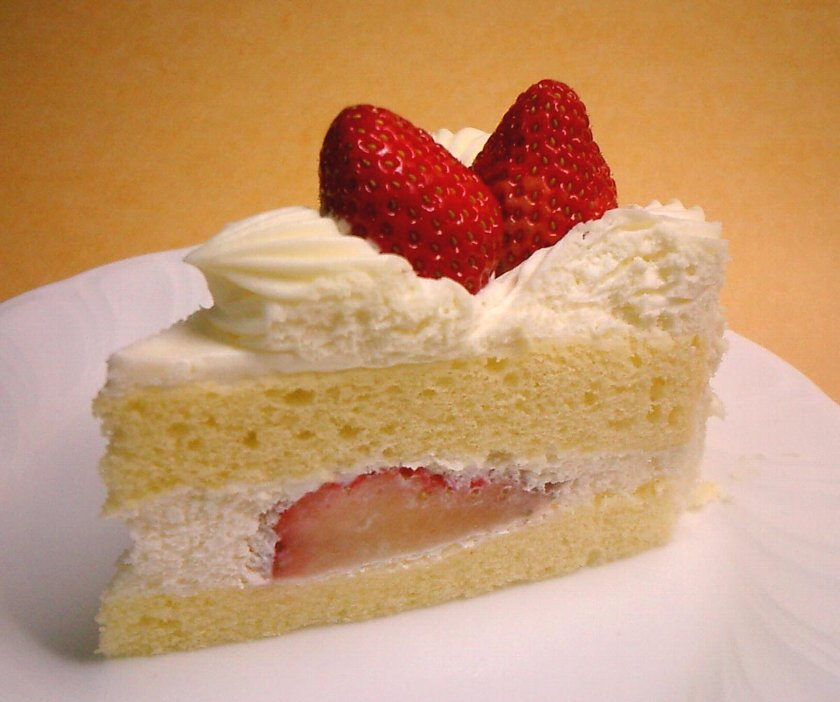
餐後甜點的草莓蛋糕

甜味是一种味觉。在全球众多文化中，甜味都象征着美好的感觉；此外，所有的人類文化都偏好甜味的食物，對甜食的偏好，是普世人性。

## 甜味的物质
許多化合物是甜的，在生化物质中简单的碳水化合物都有些甜味，蔗糖是典型的甜味物质，而果糖更甜。许多植物会产生糖苷（配糖体，glycoside）比糖要甜很多，例如甘草皂苷、甜菊苷；此外，有些蛋白质也具有甜味，例如索马甜、溶菌酶。
| 名稱     | 類型       | 甜度         |
| -------- | ---------- | ------------ |
| 乳糖     | 雙醣類     | 0.16         |
| 麥芽糖   | 雙醣類     | 0.32－0.6    |
| 葡萄糖   | 單醣類     | 0.75         |
| 蔗糖     | 雙醣類     | 1.00（基準） |
| 果糖     | 單醣類     | 1.75         |
| 甜蜜素   | 磺醯胺類   | 26           |
| 阿斯巴甜 | 羧酸酯     | 250          |
| 糖精     | 醯胺化合物 | 510          |

## 甜味的产生
一般认为产生甜味必须具有两个因素：一个是甜味物质的化学结构。例如对单糖来说，甜味来源于单糖结构中羟基的数目。只有1个羟基是不甜的，3个以上就略有甜味，羟基愈多则愈甜。葡萄糖、果糖都有5个以上的羟基，但是也有特例。另一个因素是人和动物舌头上的甜味接受器官。人的舌头上密密麻麻地布满50万个味觉细胞，分布在约2平方厘米的舌头上，每10－50个味觉细胞组成花蕊状的味蕾，味觉感受器就长在味蕾的尖端小孔内。当甜味物质溶在唾液中接触味蕾的感受器时就产生脉冲，由神经传导到大脑，这个过程在1.4毫秒内完成，比视觉还快10倍。大脑得到甜味信号人才能产生甜味的感觉。人和猩猩、猴子、老鼠等动物舌上有甜味接受器，所以有甜味感觉。而像鲸鱼、鸡、猪等动物的舌，没有甜味接受器，所以，即使给它们喂最甜的食物，它们也感觉不到甜味。甜味产生的更深一层原理，人类目前还在探索之中。